# M3 Scout Car
La M3 Scout Car era un poco conosciuto veicolo corazzato prodotto negli Stati Uniti durante la seconda guerra mondiale. Venne impiegato dall'U.S. Army quale mezzo da ricognizione, pattugliamento e, in pochi casi, come trattore d'artiglieria.

## Storia
Lo sviluppo dell'M3 iniziò nel 1938 dalla White Motor Company. I primi sessantaquattro esemplari furono consegnati alla 7ª Brigata di Cavalleria. Successivamente venne sviluppata una versione migliorata, M3A1, che fu adottata dall'esercito statunitense. Questa versione adottava un telaio più largo e più lungo di quello della versione M3. Sulla parte anteriore era stato anche montato un rullo che poteva venire abbassato per facilitare la marcia su terreni difficili. La M3A1 poteva trasportare fino a sette soldati e fornire una copertura con le sue tre mitragliatrici, due da 7,7 mm e una da 12,7 mm, montate su supporti a pattino che permettevano di farle scorrere lungo lo scafo.
La produzione iniziò nel 1941 e si concluse nel 1944 dopo che ne erano stati prodotti 20.918 esemplari. Dal progetto dell'M3 influenzò anche la realizzazione di due mezzi semicingolati: l'M2 Half-track e l'M3 halftrack.

## Impiego
Il primo impiego operativo dell'M3A1 avvenne nelle Filippine nel 1941-1942. Fu poi utilizzato in Nord Africa durante l'operazione Torch e nel successivo sbarco in Sicilia. Il mezzo era impiegato dalle unità di cavalleria, per la ricognizione e il pattugliamento, e come veicolo comando corazzato.
A partire dalla metà del 1943 i limiti del progetto, scafo aperto e scarsa mobilità fuoristrada, si fecero evidenti e in molti reparti cominciò a venir sostituito con le autoblindo M8 Greyhound o M20. Durante lo sbarco in Normandia furono solo pochi gli M3A1 impiegati. Venne utilizzato, ma non in combattimento, dai Marines nel teatro del Pacifico.
Furono forniti, sulla base della legge Affitti e Prestiti, alle Forze Armate britanniche, della Francia Libera, alle unità belghe oltre che alle divisioni polacche e cecoslovacche che si erano formate in Gran Bretagna. Il loro utilizzo fu di postazioni protette mobili per il tiro dell'artiglieria o quali veicoli per la ricognizione. Anche l'Armata Rossa ricevette 3.034 M3A1. Anche sul fronte orientale l'M3A1 fu utilizzato nella ricognizione ma anche, in rari casi, come trattore di artiglieria per il cannone da 76 mm ZiS-3.
Dopo la fine del conflitto furono ceduti a diversi paesi latinoamericani o asiatici oltre che europei tra i quali l'Italia. I francesi utilizzarono l'M3 nel conflitto di Indocina e successivamente nella Guerra d'Algeria. Alcuni esemplari furono utilizzati da Israele durante il conflitto del 1948. In questo caso erano stati modificati aggiungendo un tetto corazzato e una torretta girevole. Alla fine degli anni novanta erano ancora impiegati dalle forze armate della Repubblica Dominicana.

## Versioni
- M3: Versione originale del 1938, 64 esemplari realizzati
- M3A1: Versione con telaio allungato ed allargato realizzata nel 1941
  - M3A1E1: Versione dotata del motore diesel BUDA. Realizzata in circa 100 esemplari
  - M3A1E2: Versione dotata di tetto corazzato
  - M3A1E3: Versione dotata di predisposizione per il montaggio di un cannone da 37 mm
  - M3A1 Command Car: Versione comando con corazzatura più spessa e armata con mitragliatrici da 12,7 mm